# 通颜觉罗氏
通颜觉罗氏是满洲著姓觉罗氏的一个分支，世居雅尔湖，集中分布于满洲镶蓝旗，以茂海家族为主要世家。

## 历史沿革
通颜觉罗氏主要世居雅尔湖地方。其中镶蓝旗茂海，授骑都尉，锦州之战阵亡，赠二等轻车都尉。其子蒙古尔岱袭职因事革退，其亲弟图赖袭职，从征黑龙江、平定河南、江南、昆山等地，叙功授为一等轻车都尉，因事革退削去本身所得之云骑尉，将二等轻车都尉令其亲兄科尔坤承袭。科尔坤三遇恩诏加至三等男，因事削去恩诏所加之职，令其亲兄蒙古尔岱之孙罗占承袭二等轻车都尉。蒙古尔岱因北京、山东、锦州、松山、杏山之功，优授骑都尉，三遇恩诏加至二等轻车都尉，其孙罗占袭职时合并本身所袭二等轻车都尉授为一等男，因事革退。其叔祖之子图斯海袭职从征准噶尔有功加一云骑尉，图斯海奏请蒙古尔岱之裔分袭世职。茂海其余后裔任护军参领、员外郎等官职。
同旗图尔浑曾孙舒书任佐领、琥什巴、华色任员外郎、满丕任副都统、法色任笔帖式；元孙舒禄浑任佐领、二格任护军校、福昌任笔帖式。同族苏扎理之孙讷尔赛任骁骑校；曾孙纳兰泰任护军校。
布颜柱曾孙齐布任骁骑校、福海任亲军校；元孙福塞克任笔帖式。
民国以后，多使用赵、布为汉姓。